# Berhidi Mária
Berhidi Mária (Budapest, 1953 – Budapest, 2023. április 4.) szobrászművész.

## Életpályája
Tanulmányait 1972 és 1977 között a Magyar Képzőművészeti Főiskola szobrász szakán végezte, mestere Somogyi József volt. Az 1980-as évek eleje óta állított ki rendszeresen. Többek között részt vett a kisebbfajta fordulatot jelentő Gender Check kiállításon is 2009-ben, a bécsi MUMOK-ban, egy évvel később pedig a varsói Zachętaban.
1990-ben a Fővárosi Önkormányzat lisszaboni, 1996-ban a Magyar Akadémia római, 1997-ben a Magyar Ösztöndíj Bizottság portugáliai, 1999-ben a Fővárosi Önkormányzat bonni ösztöndíját nyerte el. Számos nemzetközi szobrászszimpóziumon vett részt; 1979-ban a lengyelországi Orońskoban, 1991-ben Ausztriában Adnetben, 1992-ben Hollandiában, Kortenhoefban, 1993-ban a franciaországi Besse szobrászszimpóziumán vett részt. 1990-ben a Művészeti Alap díját nyerte el, 2007-ben pedig Munkácsy Mihály-díjat kapott. Művei köztéri munkái mellett megtalálhatóak a budapesti Magyar Nemzeti Galéria, a lisszaboni Museo da Cidade és a passaui Museum Moderner Kunst gyűjteményében is.

## Díjai
- Művészeti Alap-díj (1990)
- Munkácsy Mihály-díj (2007)
- FKSE: Herczeg Klára-díj − Rudas Klárával közösen (2018)